# Stefan Ślązak
Stefan Ślązak (właśc. Szlązak, ur. 21 marca 1889 w Puchaczowie lubelskim – zm. 23 lutego 1957 w Będzinie) – polski śpiewak operowy (baryton), kompozytor muzyki klasycznej, dyrygent, pedagog, folklorysta.

## Życiorys
Był synem  Franciszka Szlązaka i Ludwiki z Olszewskich. W latach międzywojennych podpisywał się często w formie obocznej: Szlązak/Ślązak.
Talent muzyczny odziedziczył po dziadku – muzyku w Mińsku Mazowieckim.
W Mińsku Mazowieckim ukończył szkołę powszechną. W latach 1902–1908 uczył się w gimnazjum i w szkole muzycznej (w klasie gry organowej i dyrygentury chóralnej) w Płocku.
W roku 1908 zadebiutował na scenie operetkowej w Płocku. Tam też zaśpiewał partię Janusza w Halce Stanisława Moniuszki.
W roku 1914 ukończył Warszawskie Konserwatorium Muzyczne (na wydziale wokalnym). Po studiach pracował jako dyrygent, reżyser i śpiewak w teatrach operetkowych w Warszawie i w Lublinie. W roku 1919 został dyrektorem Teatru Wielkiego w Lublinie, ale rok później wstąpił na ochotnika do wojska. Przeniesiony na Górny Śląsk, brał udział w III powstaniu śląskim.
W roku 1923 zaangażował się w działalność Towarzystwa Muzycznego w Katowicach. Był jednym z organizatorów polskiego Teatru Śląskiego w Katowicach. Pracował w Teatrze Śląskim, Teatrze Ludowym w Chorzowie, teatrze szkolnym w gimnazjum polskim w Bytomiu. Występował także w różnych teatrach amatorskich na Górnym Śląsku i w Zagłębiu Dąbrowskim.
W roku 1925 założył i redagował pismo „Nuta Polska”. Był to miesięcznik poświęcony literaturze, muzyce, sztuce i pieśni polskiej na Śląsku. Wydawcą miesięcznika był Komitet Opieki nad Wydawnictwem Pieśni Polskiej na Śląsku, który tworzyli: Ślązak, Emil Szramek, Stanisław Ligoń, Emanuel Imiela i Konstanty Wolny.
Był dyrygentem Chóru "Ogniwo" w Katowicach.
W roku 1930 założył i prowadził chór mieszany „Echo” w Sosnowcu, a w latach 1938-1939 Szkołę Muzyczną w Domu Społecznym w Sosnowcu.
Jako pedagog muzyczny organizował kursy dokształcające  dla nauczycieli muzyki w Katowicach. Pisywał recenzje i omówienia z koncertów muzyki klasycznej i występów operowych i operetkowych na Śląsku (m.in. do pism: „Polak”, „Polonia”, „Polska Jutrzejsza”).
Był jednym ze współorganizatorów i inicjatorów powołania w Katowicach Filharmonii Śląskiej a także pierwszym dyrygentem tej filharmonii (pierwszy koncert odbył się w 6 listopada 1932 roku).
W latach okupacji był szykanowany przez Niemców. Prowadził w Sosnowcu tajne nauczanie muzyki. Był też organistą w Kościele św. Barbary w Sosnowcu. Po wojnie założył w Sosnowcu Instytut Muzyczny i w Będzinie szkołę muzyczną. Prowadził też krótko ognisko muzyczne w Zawierciu.
W roku 1954 rozpoczął prace nad zbieraniem pieśni ludowych ziemi olkusko-siewierskiej. W latach 1954–1957 zebrał w regionie i opracował harmonicznie ponad 400 motywów pieśni i tańca ludowego w tym rejonie. Jego badania terenowe nad folklorem muzycznym przerwał zawał serca.
Zmarł w Będzinie w roku 1957.

## Działalność kompozytorska
W roku 1926 otrzymał nagrodę na konkursie polskich kompozytorów w Chicago za pieśń „Śpiew niewolnika”. W roku 1928 zajął pierwsze miejsce w konkursie kompozytorskim na Wystawi|e Krajowej w Poznaniu. Był autorem kilkudziesięciu pieśni na fortepian i chór mieszany (z których 29 zachowało się w zbiorach Archiwum Śląskiej Kultury Muzycznej w Katowicach przy Akademii Muzycznej w Katowicach).
Komponował również operetki („Czar nocy”, „Amelia”, „Donżuani”; wodewile, reżyserował w Teatrze Śląskim sztuki dramatyczne i rewie), muzykę do przedstawień teatralnych w Teatrze Śląskim (m.in. do „Balladyny”, wodewilu „Krowoderskie zuchy”, satyry „Noc sylwestrowa”).
W roku 1934  odbyła się w Teatrze Śląskim prapremiera jego opery "Silesiana" (opera w trzech aktach, libretto powstało na podstawie sztuki dramatycznej Jana Nikodema Jaronia „Konrad Kędzierzawy”).
W czasie wojny komponował głównie pieśni religijne (oratorium „Feria Sexta in Parasceve”, „Pieśni wielkanocne”, „Wielkopostne Oratorium Liturgiczne”).

## Źródła
- Stefan Ślązak, [w:] Encyklopedia teatru polskiego (osoby) [dostęp 2021-04-10].
- Stefan Ślązak, [w:] Encyklopedia teatru polskiego (osoby) [dostęp 2021-04-08].
- Dariusz Rott, Stefan Ślązak. Szkic biograficzny z dziejów dziennikarstwa muzycznego na Śląsku, w: „Rocznik Prasoznawczy”, 1 (2007), s. 123-129
- Utwory Stefana Ślązaka w bazie NUKat
- Kompozytorzy i działacze ruchu muzycznego. Album fotografii z kolekcji Śląskiego Związku Chórów i Orkiestr w zbiorach Biblioteki Śląskiej. Katowice. Wydawnictwo Biblioteki Śląskiej, 2010